# Асен Тошев
Контраадмирал Асен Константинов Тошев е български военноморски офицер.
През периода 26 ноември 1939 – 25 септември 1944 г. е началник на Българския военноморски Флот – Беломорски флот, Черноморски флот, Охридска и Дунавска флотилии, в годините на връщането на Беломорието и Македония. Носител е на Военния орден за храброст от 10 юли 1918 г.
Асен Тошев е роден е на 16 юни (нов стил 29 юни) 1893 г. в Русе. Роден в семейството на капитан Коста Тошев и Данка Данева. Неговата баба по майчина линия, Мария Станева Данева е родна сестра на Петър Винаров и на генерал Върбан Винаров. Асен Тошев има двама братя Георги Тошев и Коста Тошев. Учи в гимназията при Военното на Н. В. училище – 1912 г., Морския кадетски корпус в Петербург – 1912 г. На 18 август 1912 г. постъпва на крайцера „Надежда“ като матрос. На 27 септември 1914 г. започва да следва в офицерския курс при Флота, на 16 октомври същата година е повишен в чин офицерски кандидат. Завършва специалния офицерски курс при Флота през 1915 г. и на 2 юни 1915 г. получава звание мичман II ранг (дн. лейтенант), но със старшинство от 1913 г., след като е издържал изпитите
От 3 юли 1915 г. е амбаркуван на миноносец „Смели“, на 6 август 1915 г. е повишен в звание мичман I ранг, от 19 септември 1915 г. е адютант-ковчежник на Дунавската част, от 21 юни 1916 г. е младши офицер на торпедоносец, от 10 май 1917 г. е командир на Прожекторната рота при Неподвижната част. На 10 май 1917 г. (всъщност от 12 януари 1917 г.) е командирован за плаване с първата българска подводница „Подводник 18“, от 1 септември 1917 г. е адютант в Черноморската част, на 18 септември 1917 г. е повишен в звание лейтенант (дн. капитан-лейтенант), от 13 януари 1918 г. е командир на Бреговата наблюдателна служба, от 9 февруари същата година е временен командир на торпедоносец „Храбри“, от 22 март 1918 г. е командирован към Щаба на Черноморската част, от 2 август 1918 г. отново е временен командир на торпедоносец, от 1 ноември 1918 г. е титулярен командир на торпедоносец „Смели“.
От 1 януари 1919 до 15 октомври 1919 г. е комендант на пристанище Деде Агач, от 15 октомври 1919 г. служи в Дунавската флотилия като командир на Минната рота, от 27 януари 1920 г. е началник на специалните школи при Учебната част, от 1 януари 1921 г. е командир на торпедоносец „Дръзки“ и на група торпедоносци, от 12 юли 1924 г. e командир на рота в Крайбрежната жандармерийска дружина.
Завършва щаб-офицерски курс в София (1924/1925), от 7 май 1925 г. е началник на електро-техническия отдел в Морското машинно училище, от 22 май 1926 г. началник на Бургаския район от Семафорно-наблюдателната и спасителна служба, от 25 юни 1926 г. началник на II крайбрежен участък, от 1 април 1926 г. е началник на I крайбрежен участък. На 6 май 1928 г. е повишен в звание капитан II ранг (в заповедта е посочено подполковник), от 11 юни 1928 г. е домакин на Флота (длъжност, аналогична на началник на Тила на Флота), от 5 май 1931 г. е началник на Подвижната полицейска служба (Корабната дружина), от 24 октомври 1931 г. е началник на кандидат-подофицерската школа, от 1 август 1932 г. е командир на смесения дивизион, от 6 юни 1933 г. е командир на торпедния дивизион, от 11 април 1934 г. е командир на Учебната дружина и на кандидат-подофицерската школа.
На 10 май 1935 г. е командирован към Щаба на Черноморския флот, от 6 май 1935 г. е повишен в звание капитан I ранг, от 15 май 1935 г. е началник на Морското училище (считано от 15 януари 1935 г.), от 22 май 1935 г. е командир на Черноморската флотилия, от 21 декември 1935 г. е командир на Дунавската флотилия. През 1936 г. завършва Школата за полкови командири. От 2 май 1936 г. е командир на Черноморската флотилия, от 15 юни 1937 г. е началник-щаб на Морската на Н.В. дивизия.
От 27 ноември 1939 г. е началник на Флота, на 21 септември 1940 г. на борда на кораба „Бургас“ води Морския отряд при десанта на пристанищата Балчик и Каварна при освобождаването им от румънска окупация, от 8 март 1941 г. е с длъжност командир на Морските на Н.В. войски. На 3 октомври 1942 г. е повишен в звание контраадмирал. Няколко дни след преврата на 9 септември 1944 г. е уволнен от новите власти, а като повод е използван факта, че адмиралът навършва 25 г. служба.
Съден е от т. нар. Народен съд, но е оправдан през 1945 г. със застъпничеството на участващи в новия режим дейци на Военния съюз. Контраадмирал Тошев умира на 19 януари 1966 г.

## Военни звания
- Подпоручик (18 май 1915)
- Поручик (2 август 1915)
- Капитан (18 септември 1917)
- Майор (6 май 1924)
- Подполковник (6 май 1928)
- Полковник (6 май 1935)
- Контраадмирал (3 октомври 1942)